# Ravensberger Mulde
Ravensberger Mulde is de benaming voor een landstreek in Duitsland, gedeeltelijk in de deelstaat Nedersaksen en gedeeltelijk in de deelstaat Noordrijn-Westfalen. Hoewel slechts een gedeelte van het gebied enigszins heuvelachtig is, wordt het gebied ook wel Ravensberger Hügelland genoemd.
Het gebied dankt zijn naam aan het feit, dat een groot deel ervan van de middeleeuwen tot en met de 18e eeuw in het Graafschap Ravensberg lag.

## Omvang van het gebied
Op de landkaart heeft het gebied de vorm van een vliegende vogel met de kop naar het westen gericht; de westpunt van het gebied ligt tussen Osnabrück en Melle, waar de kammen van het Teutoburger Woud aan de zuidkant en het Wiehengebergte aan de noordkant samenkomen. De noord(west)elijke begrenzing wordt gevormd door het Wiehengebergte, en de zuidelijke begrenzing door het Teutoburger Woud. De oostgrens is volgens de meeste geografen de bedding van de rivier Werre benoorden Lage tot haar monding in de Wezer, met dien verstande, dat Löhne en Bad Oeynhausen ook nog tot het gebied worden gerekend. Ten slotte wordt het gebied in het noordoosten begrensd door een stuk laagland in het Wezerdal bij Porta Westfalica. Een aantal geografen rekent ook het oostelijker gelegen dal van de Bega vanaf Lemgo tot haar monding in de Wezer te Bad Salzuflen nog tot de Ravensberger Mulde. Zie de onderstaande kaart.

## Afbeeldingen

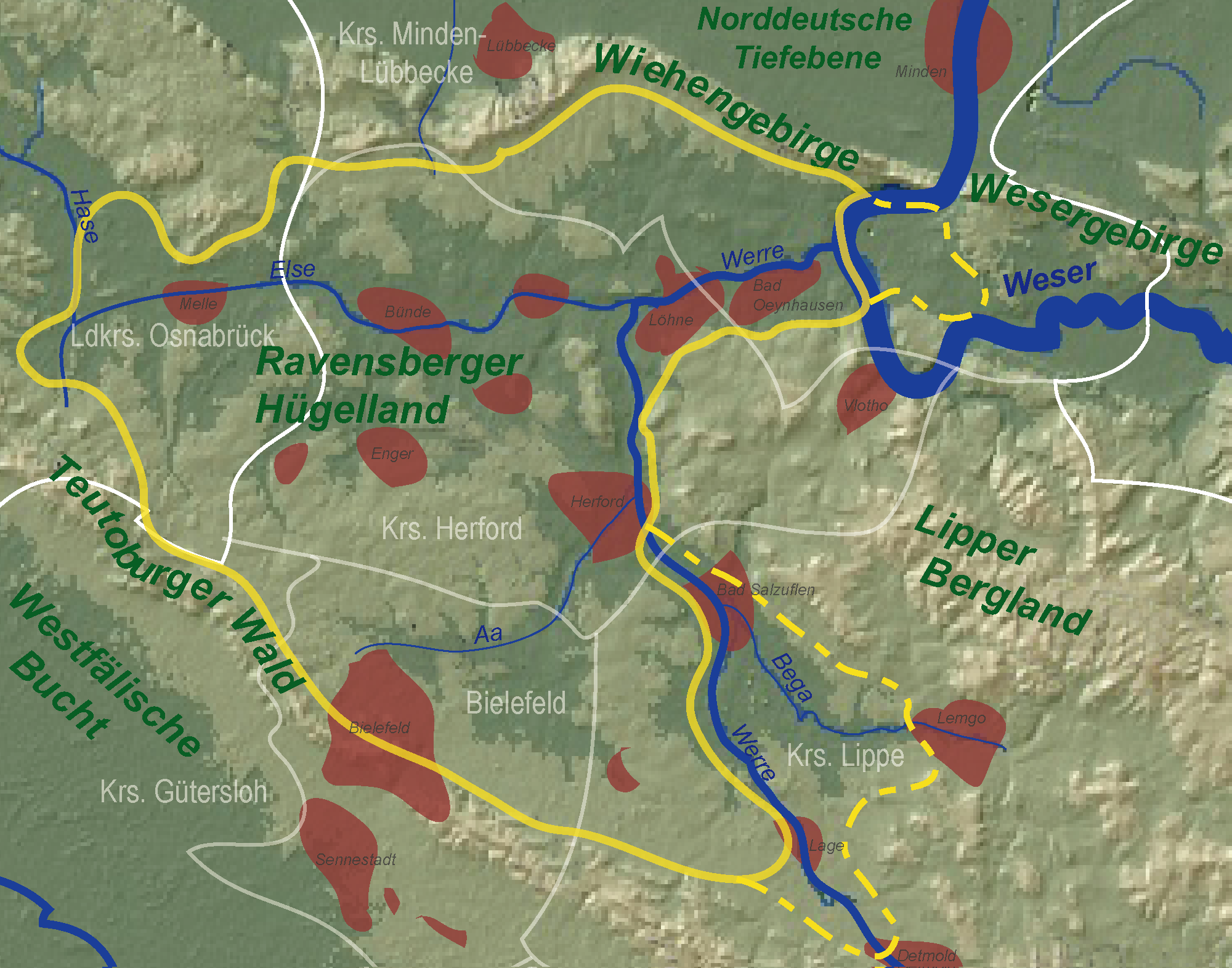
Kaart van de Ravensberger Mulde
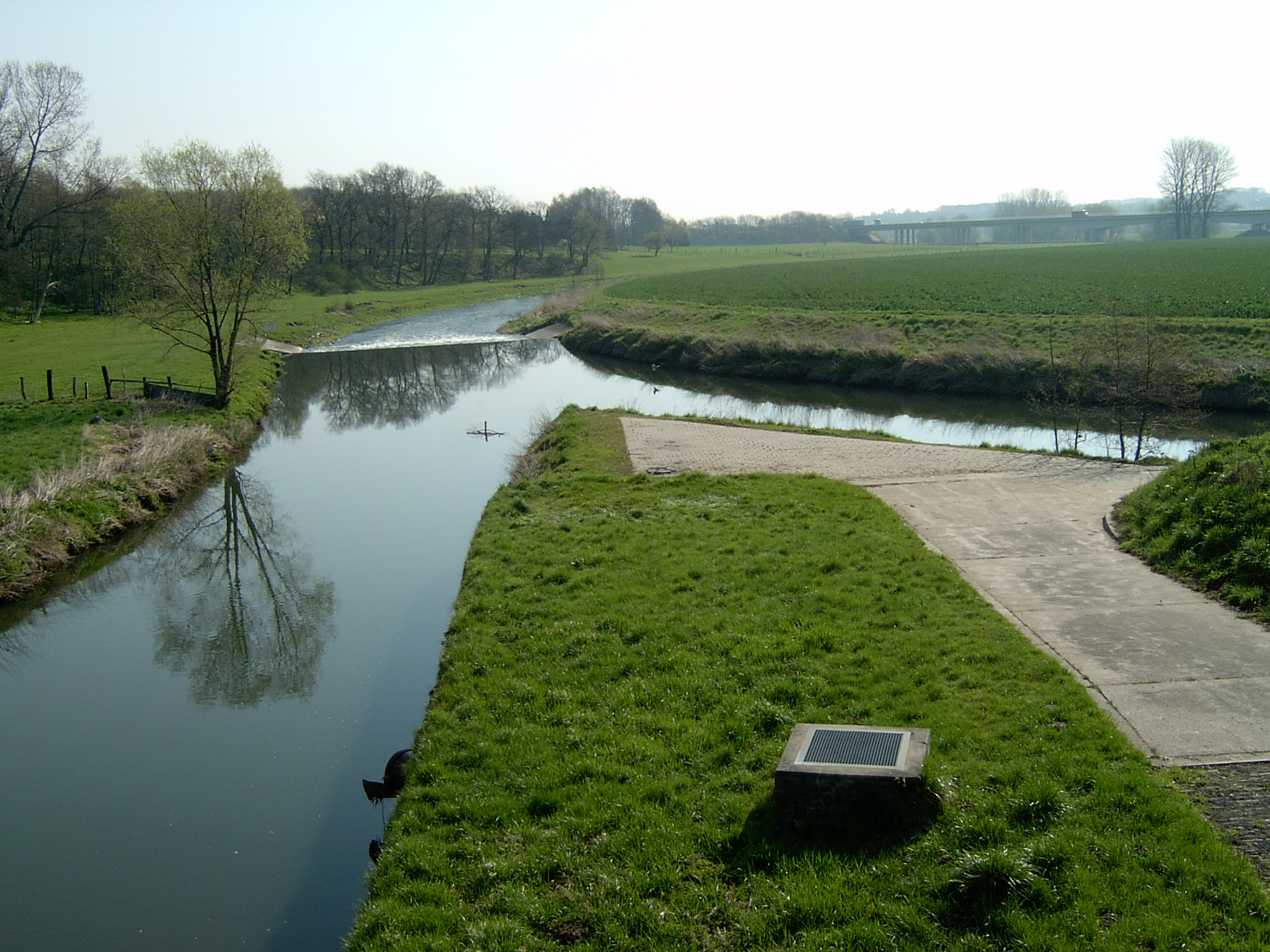
Monding van de Else in de Werre
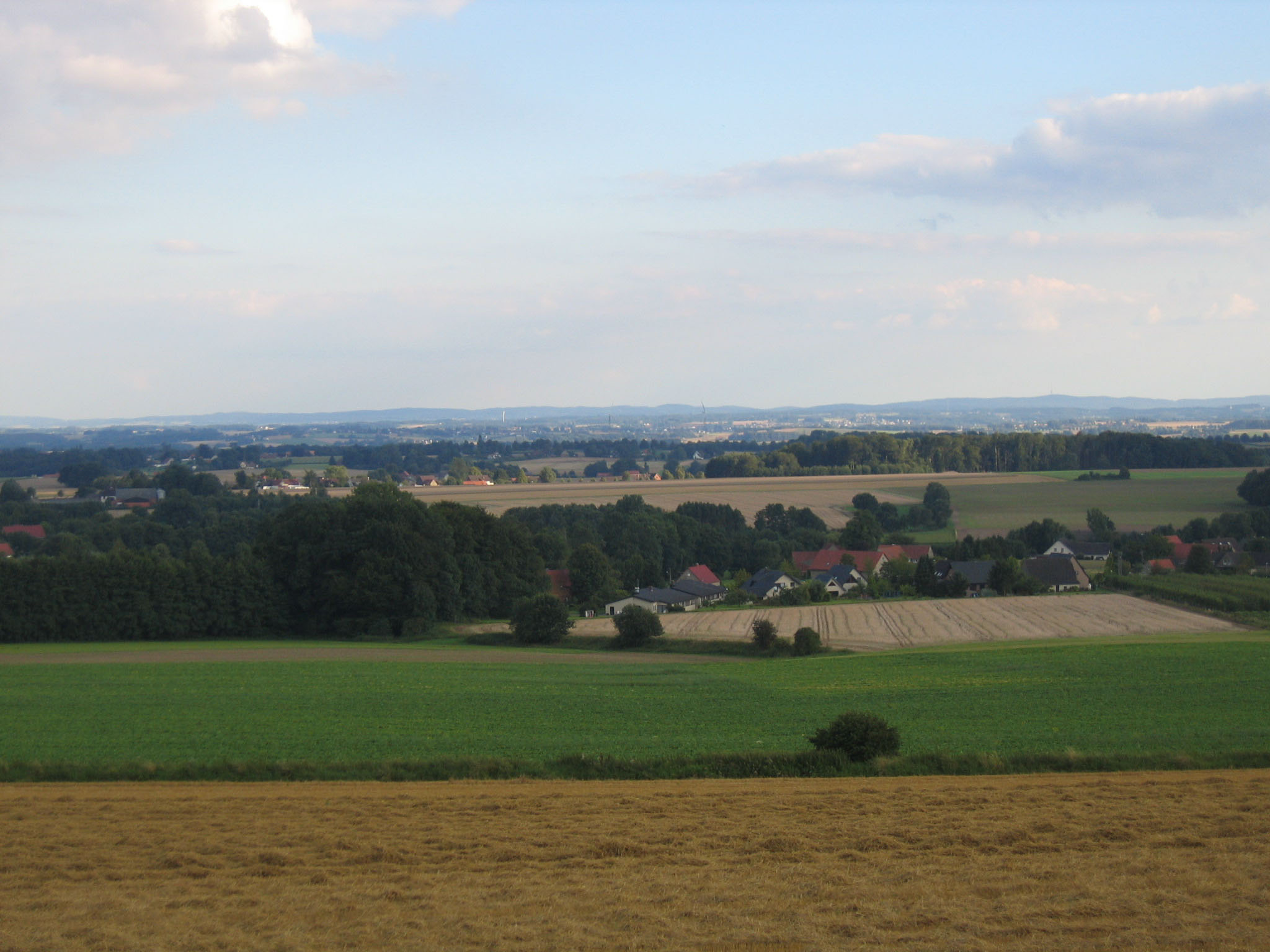
Landschap ten zuiden van Rödinghausen
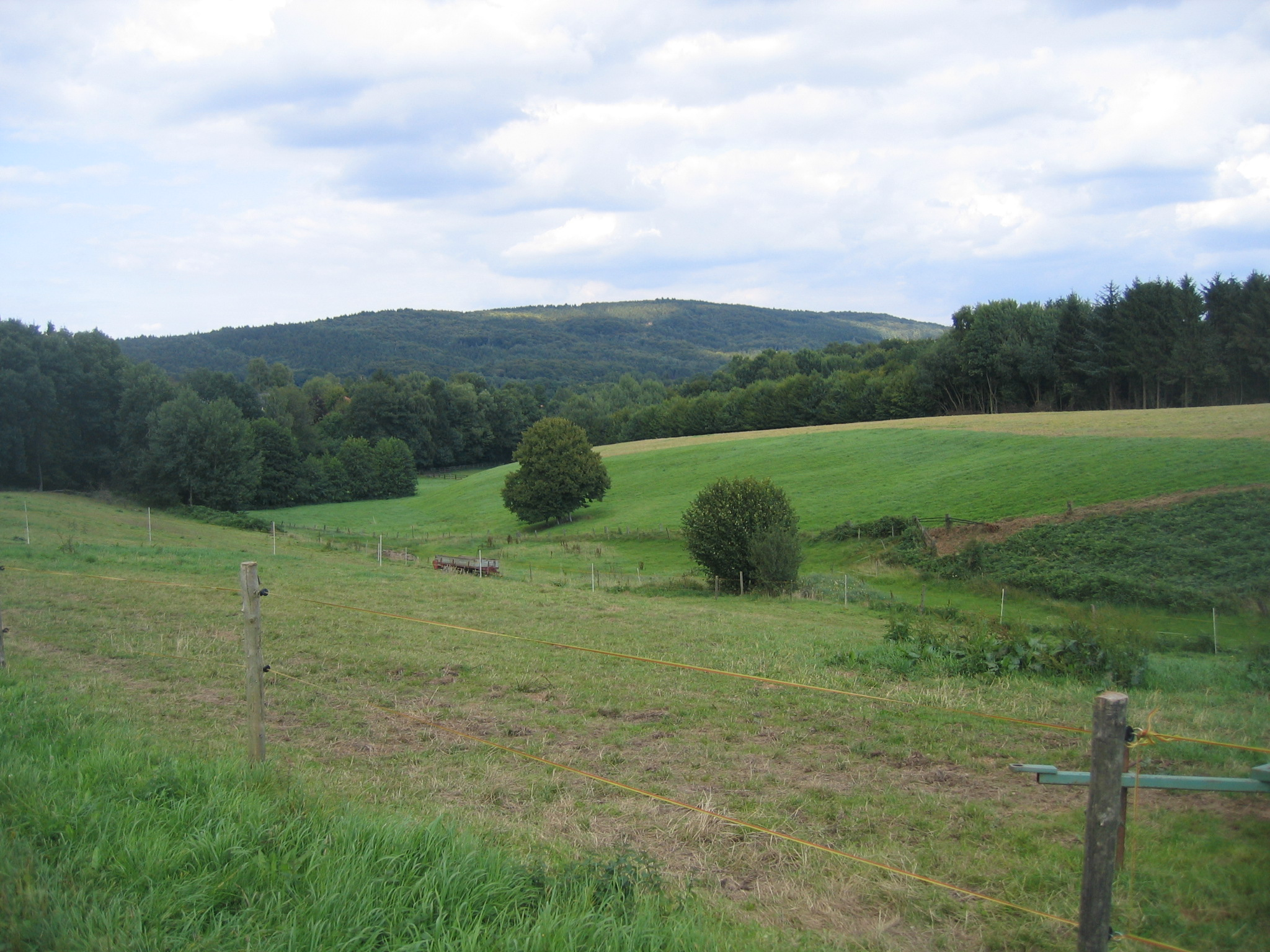
Een zgn. Siek (vochtige laagte) bij Schwenningdorf (Rödinghausen)
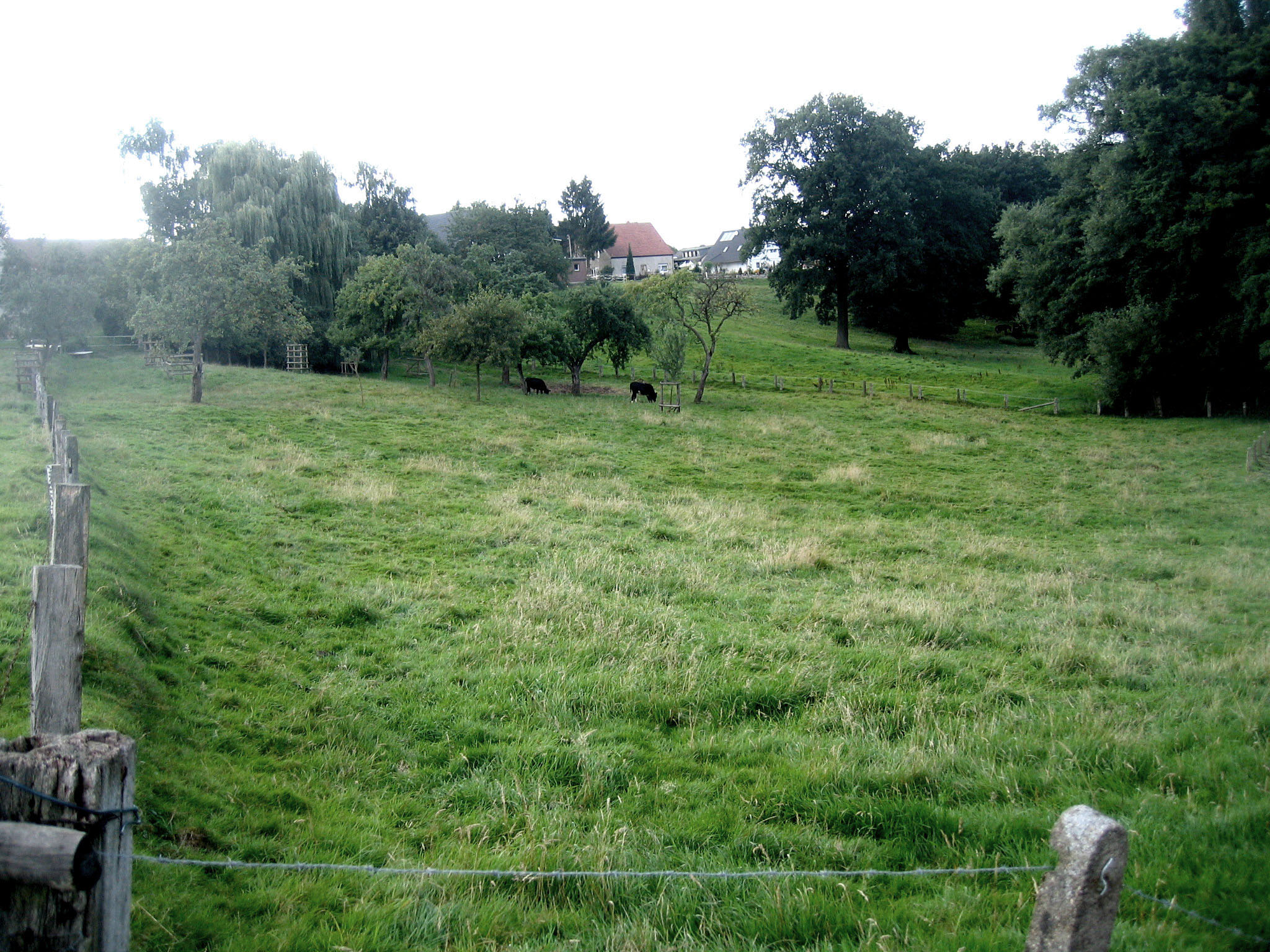
Een (zie de sporen van plaggen steken links) door de mens uitgediepte Siek bij Dono (Rödinghausen)

## Karakter
Het gebied bestaat uit vlak tot licht golvend boerenland, afgewisseld door kleine bossen en venen, en doorsneden door talrijke beken, met in het westen het dal van de van west naar oost stromende rivier de Else tot aan haar monding in de Werre bij Löhne. De Else heeft weer een zijbeek met de naam Warmenau, die in het gebied een deel van de grens tussen de deelstaten Nedersaksen en Noordrijn-Westfalen vormt. Alleen ten westen van Herford is het gebied heuvelachtig met toppen tot ca. 165 meter boven zeeniveau. De rest van het gebied ligt tussen circa 50-75 (in de rivierdalen) en 125 meter boven de zeespiegel.
Onder andere in de Ravensberger Mulde komen vochtige laagtes voor, die Siek genoemd worden; dit begrip is vaak in dorps-, veld-, boerderij- en persoonsnamen terug te vinden. In het verleden zijn sommige van deze Sieke uitgediept om aangrenzende akkers tegen wateroverlast op te hogen, of om de gestoken plaggen voor andere doelen te gebruiken (varkensvoer, en daarna, vanuit het varkenshok, bemesting van akker of moestuin). De voor graanverbouw te vochtige Sieke dienden dan vaak als weiland.

## Bevolking
De grootste steden in het gebied zijn Bielefeld (de noordelijke helft) en Herford. Naast de reeds genoemde plaatsen aan de rand van de Ravensberger Mulde zijn nog de steden Melle, Bünde, Spenge en Enger van belang.
De Ravensberger Mulde is naar verhouding dicht bevolkt en arm aan natuurgebieden. In het gebied liggen veel kleine en grote steden, waar reeds vanaf de 18e eeuw sprake was van industriële ontwikkeling. Het platteland wordt reeds lang intensief agrarisch gebruikt, want de grond is op veel plaatsen door de aanwezigheid van een tot 4 à 5 meter dik lössdek zeer vruchtbaar.

### Historische ontwikkeling
De ontwikkeling van de structuur van de plattelandsdorpen en hun bevolking is typerend voor het Graafschap Ravensberg en voor vele omliggende gebieden. Deze kan, enigszins vereenvoudigd, als volgt worden geschetst:
Ten tijde van Karel de Grote ging een klein aantal boeren op beperkte afstand van elkaar wonen, vaak nabij een put, beek of kapel. Dezen vormden de kern van een gehucht; zo'n beginnend dorp wordt vanaf omstreeks het jaar 1000 Drubbel genoemd. De eigenerfden in zo'n Drubbel hadden land en vee in eigendom, alsmede een aandeel in het gebruik van de gemene gronden (Allmende; Nederlands: meent, marke), die uit weiland, bos, heide, veen of moeras konden bestaan. In dit gedeelte van Duitsland erfde gewoonlijk de oudste (maar hier en daar ook wel eens de jongste!) zoon de boerderij van zijn vader en nam die over. Andere zonen hadden ook rechten, en verkregen meestal een deel van het vermogen van vader; zij gingen een eindje van de Drubbel vandaan wonen en stichtten een, doorgaans kleiner, eigen boerderijtje (Kotten, Kotte, Nederlands: kote, kate, keuterboerderij) Zij waren zgn. Erbkötter. Er waren nog anderen, die vaak, verder van de Drubbel vandaan, gingen wonen, vaak zelfstandig geworden knechts, of echtgenoten van een boerendochter. Zij waren de Markkötter en stonden in de hiërarchie onder de Erbkötter. De eigenerfden beslechtten samen, soms op een Thy genaamde, speciaal daarvoor ingerichte plaats, in een Gogericht, geleid door een Bauerrichter, (boerrichter), kleine geschillen, bijv. over erfgrenzen, vermist of gestolen vee. Dit geheel was een Bauerschaft, boerschap of gehucht. Een Bauerschaft, die welvarend was, kon, mede door de vestiging van smeden, timmerlieden en andere ambachtslieden, uitgroeien tot een echt dorp, waar dan vaak ook een herberg en een kerk gebouwd werd, en waar de wereldlijke heer soms een stenen huis of kasteeltje neer liet zetten, om dat door 1 van zijn vazallen, een Amtmann, te laten bewonen. De Amtmann was verantwoordelijk voor de bescherming van het gebied tegen rovers e.d., en hief namens de landheer belastingen. De boeren waren , zeker als er een kerk of kapel stond, ook aan het rooms-katholieke bisdom, waar zij in woonden, belastingen verschuldigd. Zo'n dorp bleef gekenmerkt door enigszins uiteen staande (verstrooide) boerderijen en huizen, in het Duits een Streusiedlung. Lag zo'n nederzetting erg gunstig, bijvoorbeeld bij een brug of voorde, of op de kruising van twee handelswegen , dan groeide zo'n dorp verder uit. De landheer kon de inwoners ervan alleen marktrecht toekennen, of het recht van eigen lage jurisdictie; dan was het dorp een vlek geworden, in het Duits: (Markt)flecken of Wigbold. Een Wigbold had vaak de stadsrechten van een nabijgelegen stad. Was de nederzetting echt van belang geworden, dan werd ze uiteindelijk, als de landheer stadsrechten toekende, officieel een stad.
In de Ravensburger Mulde komen plaatsen voor, waarvan elk van deze fasen het eindstadium vormde, uiteenlopend van gehucht tot stad.
Na 1770 werden de marken (gemeenschappelijke gronden) verkocht; hierdoor ontstond een versnippering en ontstonden veel kleine boerderijtjes. Er waren vanaf die tijd ook veel arme dagloners (Duits: Heuerlinge), die in hutjes en kleine huisjes gingen wonen en een nieuw plattelands-proletariaat gingen vormen. In veel Noord-Duitse plattelandsgebieden, en dus ook in de Ravensberger Mulde, werd de grote armoede door de Pruisische overheid bestreden door de bevordering van de textielnijverheid bij de boeren thuis: al vanaf de 16e eeuw werd door de boeren ook vlas verbouwd.
Toen de huisnijverheid rond 1850 door de opkomst der textielindustrie niet meer lonend was en verdween, kwam daar, meestal na een tussenperiode, in het midden van de 19e eeuw, van misoogsten en hongersnood, tussen 1860 en 1880 de, ook weer door de Pruisische overheid begunstigde, huisnijverheid in de tabaksproductie (met name sigaren) voor in de plaats. Toch bleef de armoede groot, en in de periode 1840-1910 emigreerde een niet onbelangrijk deel van de bevolking naar o.a. de Verenigde Staten om daar een beter bestaan te vinden.
Door de goede verbindingen, o.a. per trein vanuit Bünde naar Nederland, en aanvankelijk via Vlotho over de Wezer naar Bremen, was het mogelijk, tabak van overzee te importeren. Rond 1950 ging ook deze voor deze regio zo belangrijke bedrijfstak geleidelijk verloren. De sigaret was, o.a. door de door Amerikaanse soldaten in 1945 beïnvloede mode, de sigaar als rookwaar gaan vervangen; er waren voor de tabaksverwerking machines ontwikkeld, die de productie goedkoper konden uitvoeren (in Duitsland waren deze tot 1950 nog verboden), en vanaf 1970 ging men überhaupt minder roken, omdat dit ongezond is. Vrijwel de gehele sigarenindustrie was tussen 1970 en 1990 verdwenen.
Enkele makers van houten sigarenkistjes zijn toen op de meubelmakerij overgestapt, en deze bedrijfstak, met name de gespecialiseerde productie van keukens, zorgde vanaf rond 1960 voor belangrijke werkgelegenheid. De meeste grote Duitse keukenfabrikanten hebben hun bedrijven in of dicht bij de Ravensburger Mulde.

## Varia
De belangrijkste verkeersweg, die door het gebied loopt (west-oost) is de Autobahn A 30. Langs het gebied loopt de internationale spoorlijn Amsterdam-Berlijn, met stations te o.a. Löhne, Bünde en Bad Oeynhausen.